# Kanton Quimperlé
Kanton Quimperlé (fr. Canton de Quimperlé) je francouzský kanton v departementu Finistère v regionu Bretaň. Skládá se z pěti obcí.

## Obce kantonu
- Baye
- Clohars-Carnoët
- Mellac
- Quimperlé
- Tréméven